# Pietrow Wał
Pietrow Wał (ros. Петров Вал) – miasto (od 1988) w Rosji, w obwodzie wołgogradzkim, na lewym brzegu rzeki Iłowli. Około 13,4 tys. mieszkańców (2008). Osadę założono w 1942 podczas budowy "Wołżskiej rokady" (linii kolejowej Iłowla – Saratów – Syzrań – Uljanowsk – Swijażsk służącej dla zaopatrzenia wojsk radzieckich uczestniczących w operacji stalingradzkiej).